# شیطان دروگر

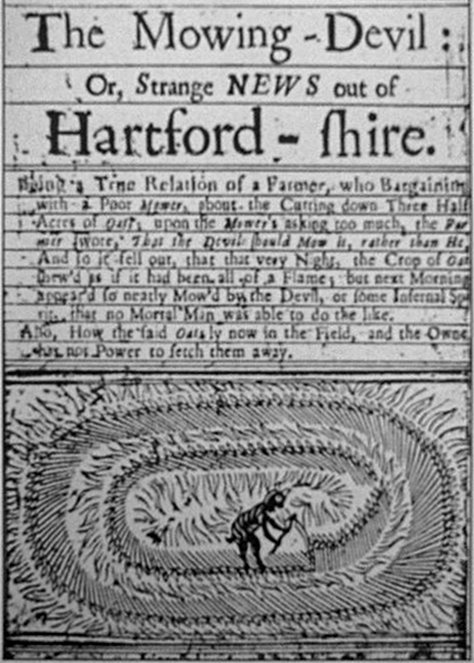
نسخه چاپی درباره حکاکی شیطان دروکن در سال ۱۶۷۸

شیطان دروگر یا شیطان دروکن (به انگلیسی: Mowing-Devil) یا اخبار اسرارآمیز بیرون هارتفوردشایر (به انگلیسی: Strange News out of Hartford-Shire) یک رساله حکاکی چوبی است که در سال ۱۶۷۸ منتشر شده‌است.
این حکاکی درباره کشاورزی است که از پرداخت پول به کارگری برای دروی محصولات مزرعه‌اش سرباز می‌زند و می‌گوید که ترجیح می‌دهد که شیطان برایش آن را درو کند. این حکاکی می‌نویسد که آن شب به نظر رسید که مزرعه‌اش آتش گرفته‌است و صبح فردا، مزرعه به شکلی غیرطبیعی، کاملاً درو شده بود.
این حکاکی به عنوان نخستین نمونه مستند پدیده حلقه‌های کشتزار به شمار می‌رود.